# Вишня (притока Сяну)
Ви́шня — річка в Україні (в межах Самбірського та Яворівського районів Львівської області) і Польщі. Права притока Сяну (басейн Вісли).

## Опис
Довжина близько 100 км (за іншими даними — 80 км) (у Польщі 15 км), площа басейну 1 220 км². Долина річки у верхів'ях завширшки 800 м, у пониззі 1—2 км. Заплава у нижній течії заболочена. Річище звивисте, завширшки від 2—6 м у верхів'ї та до 20—30 м у гирлі. Глибина — 0,3—1,5 м. Похил річки 0,85 м/км.

## Розташування
Витоки розташовані на південний схід від міста Рудок. Тече Сянсько-Дністровською вододільною рівниною здебільшого з південного сходу на північний захід. З Рудок Вишня тече на північ і через 6 км повертає на північний захід у напрямку до міста Судової Вишні. Українсько-польський кордон перетинає між селами Старява і Загорби. Впадає у річку Сян навпроти міста Радимно (Польща).

## Притоки

### Ліві
- Лачни
- Вишенька
- Січна
- Річка без назви — ліва притока довжиною 10 км[1]. Тече переважно на північний схід через села Шишоровичі[2] та Загір'я[3]

### Праві
- Раків.
- Хоросниця.
- Чорний Потік.
- Річка без назви — права притока довжиною 14 км[4]. Тече переважно на південний захід через села Малнівська Воля, Малнів та Дубинки[3].
- Річка без назви — права притока довжиною 17 км[5]. Тече спочатку на північний захід понад селом Глиниці, далі тече на південний захід через село Кальників[6][7].

## Цікаві факти
- Річка утворюється злиттям кількох польових потічків, один з яких бере початок всього за 3 км від Дністра, що тече до Чорного моря, тимчасом як води Вишні течуть до Балтійського моря.[джерело?]
- У межах міста Рудок до Вишні впадає її перша порівняно велика ліва притока — Вишенька. Ця притока є значно довшою від Вишні, адже довжина Вишеньки 20 км, а Вишні, від витоків до Рудок,— лише кілька кілометрів.[джерело?]